# Bolesław Dembiński
Bolesław Rawicz Dembiński (født 9. maj 1833 i Poznań, Polen - død 7. august 1914) var en polsk komponist,organist og dirigent.
Dembiński studerede orgel og komposition privat i sin ungdom i Poznań. Han afløste sin fader som også var organist ved Katedralen i byen.
Han skrev mest korværker og sange, men har også skrevet messer, kantater, orkesterværker, scenemusik, oratorier, og stykker for orglet. Fra 1870 var han musikalsk leder af det nyoprettede polske teater i Poznań. I årene (1885-1887) ledede Dembiński det første polske orkester i Poznań. Han stiftede også foreningen for musikalske venner, som dog kun bestod kort. Dembiński var i 1866 også leder og dirigent for Poznań Katedral kor, og grundlagde og var leder af koret kaldet "Centralsamfundet" "Harmonia" i 1869, som bestod i to år.

## Udvalgte værker
- Missa Solemnis (I D-mol) (1862) - for solister og kor
- Sangen om vores Land (1975) - kantate
- Wiwat alle stater (18?) (Polainese) - for sang
- 14 Orgelstykker